# オパールオーキツト
オパールオーキツトまたはオパールオーキット（Opal Orchid、1950年10月23日 - 1972年10月）は、オーストラリアで生まれ、日本で走ったサラブレッド競走馬である。当初は地方競馬の大井競馬に所属し、1954年に天皇賞（秋）に勝って、外国産馬として38年ぶりの優勝を果たした。繁殖名はオパールオーキツド。
※本記事では競走馬の年齢表記は2001年以降の表記方式を採用する。このため、当時の表記方式では本記事の馬齢に1を加えたものとなる（詳細は馬齢#日本における馬齢表記を参照）。

## 背景
オパールオーキットは、第二次世界大戦終結後に再開されて間もない時代の競走馬である。当時の日本では競走馬が不足していて、臨時的に外国からの競走馬の輸入に頼った時期だった。

### 太平洋戦争の影響
日本国内の競走馬の数は、太平洋戦争の結果、半分に激減してしまった。
戦争中、競馬場が軍に接収されたり、競走馬の飼料や蹄鉄などの物資が手に入らなくなって競馬の開催が困難になった。また、競馬関係者や馬主の中にも招集されたり戦死するものが出て、経済的・法的に競走馬の所有関係の維持が困難になった。競走馬が売れなければ生産者も生産を控えたり、軍馬や使役馬などの実用馬生産に切り替えたりして、競走馬の生産数も落ち込んだ。
競走馬も軍馬として戦地に送り込まれたまま返ってこなかったし、生産地も戦争で荒廃した。さらに、軍馬育成・統制の方針はGHQによって大転換されることになったが、全国に設けられていた国営の種牡馬繋養施設や官民・中央地方の産馬推進・統制組織の解体、馬産と競馬に関する様々な法令の失効、馬に関する資料の喪失は、生産地に大きな打撃となった。
それでも終戦後すぐに、娯楽としての競馬が再開された。しかしすぐに、競走馬の数が不足することになった。競馬場ではほとんどのレースが3頭や4頭しか出走馬が集まらなかった。
一方、馬産地で問題になったのは血統の更新が行き詰っていたことである。純血種であるサラブレッドの外国からの輸入は、盧溝橋事件が起きた1937年（昭和12年）のセフトを最後に10年以上途絶えていた。終戦の時点で日本国内で共用されていた内国産サラブレッド種牡馬58頭のうち54頭がわずか10系統に集中している、という極端な状態に陥り、近親交配が行き過ぎてしまう懸念があった。

### 豪サラ・米サラの導入
とはいえ、日本国内は外貨不足で、海外から種牡馬を買い付けることは不可能だった。
そんな折、1948年（昭和23年）に日本脳炎の流行が馬産地を襲った。当時の日本には約100万頭の馬がいたが、この年日本脳炎を罹患した馬は3224頭でて、10月初めまでにこのうち1055頭が死んだ。アメリカの競馬雑誌『ブラッド・ホース』では特集記事が組まれ、「日本のサラブレッドの半数が死滅してしまった」「アメリカ競馬界から日本に対する好意の証として種牡馬と競走馬を贈呈しよう」と報じた。
これとは別に、1951年（昭和26年）にアメリカのカトリック系の慈善団体が、寄付金をもとに日本へ援助物資を輸入することになった。競馬界ではこのつてでアメリカで購入した競走馬・種牡馬を日本へ持ち込み、日本で売却する計画が持ち上がった。この年9月にサンフランシスコ講和条約が締結されると、計画が実行に移され、11月にアメリカのカリフォルニアで買い付けた50頭の競走馬が、翌春（1952年春）に日本に輸入された。これらは農林省と軽種馬生産農協によって行われ、輸入された50頭はすべて国営競馬の馬主に割り当てられた。このほか白井新平も独自にアメリカからのサラブレッドの輸入を行った。この時期アメリカから輸入されたサラブレッドは「米サラ」と呼ばれた。
国営競馬は1948年（昭和23年）に旧来の日本競馬会にかわって創設されたのだが、従前の競馬が「日本産馬の改良」を目的とし、外国産馬の出走を大きく制限していたのに対し、国営競馬の規則では、こうした制限が一切撤廃された。
米サラが競馬場でデビューしてみると、次々と新馬戦を勝った。そのため初めのうちは、米サラによって日本国内のサラブレッドが駆逐されてしまうのではないかという不安が大勢を占めていたが、時間が経つと米サラの優位は失われ、距離が延びると日本産サラブレッドのほうが優勢になった。米サラのほうが早く生まれたぶん、2歳の若馬時代には成長に差があるのと、血統的に短距離向きであるとみなされるようになった。
一方、大井競馬を行なっている東京都と特別区競馬組合らは共同で得居喜一、鈴木勇をオーストラリアに派遣し、1952年（昭和27年）5月に2歳と3歳の牝馬あわせて30頭を輸入した（豪サラも参照）。競馬共助会監事の津軽義孝伯爵競走馬17頭、妊娠中の牝馬7頭を購入した。これらのオーストラリア・ニュージランド産のサラブレッドは「豪サラ」と呼ばれた。豪サラはもっぱら南関東公営競馬の馬主に抽選馬として配布された。オパールオーキットもそのなかの1頭である。これらの豪サラは既に競走年齢に達しており、オパールオーキットも11月に大井競馬場で初出走した。

## 競走馬時代

### 地方競馬時代
オパールオーキットは輸入された時点で競走年齢である2歳に達しており、1952年（昭和27年）11月に大井競馬場の「濠サラ（オセアニア産サラブレッド）」の限定戦で初出走を果たした。初勝利は3歳になった翌1953年（昭和28年）1月で、その後、夏までに8勝をあげた。この頃、大井競馬場でオパールオーキットと並んで良績をあげていたのが僚馬のゲーリーという牝馬で、ゲーリーもオパールオーキットと同様に濠サラである。この時期にオパールオーキットとゲーリーで1,2着を占めた競走が8回あった。
この年の後半には、オパールオーキットはワード賞、浦和記念、大井記念、川崎記念などの競走に出て好走しており、12月までにワード賞1回、浦和記念1回、黄金賞1回と優勝をした。（ただし、これらの競走は現在のワード賞や浦和記念、大井記念などのように年に1回の重賞競走ではなく、年に何度も行われる上級戦のような扱いである。）
1954年（昭和29年）に4歳になってからも同じように出走を続けたが、3歳の頃は負担重量が50キロか51キロ程度だったのに対し、4歳以降は56キロから58キロを背負わされるようになった。特に6月から7月にかけてワード賞や開国記念（川崎競馬場、ダート2600メートル）を勝った後は60キロを超える斤量を負担することになった。『日本の名馬・名勝負物語』に拠れば、この頃のオパールオーキットは「名牝の名をほしいままにしていた」。
58戦19勝2着13回の成績をあげ、約600万円の賞金を獲得した南関東ではもはや目標とするべき競走が尽きてしまったオパールオーキットは、この夏に天皇賞を目指して中央競馬に移籍した。

### 国営競馬時代

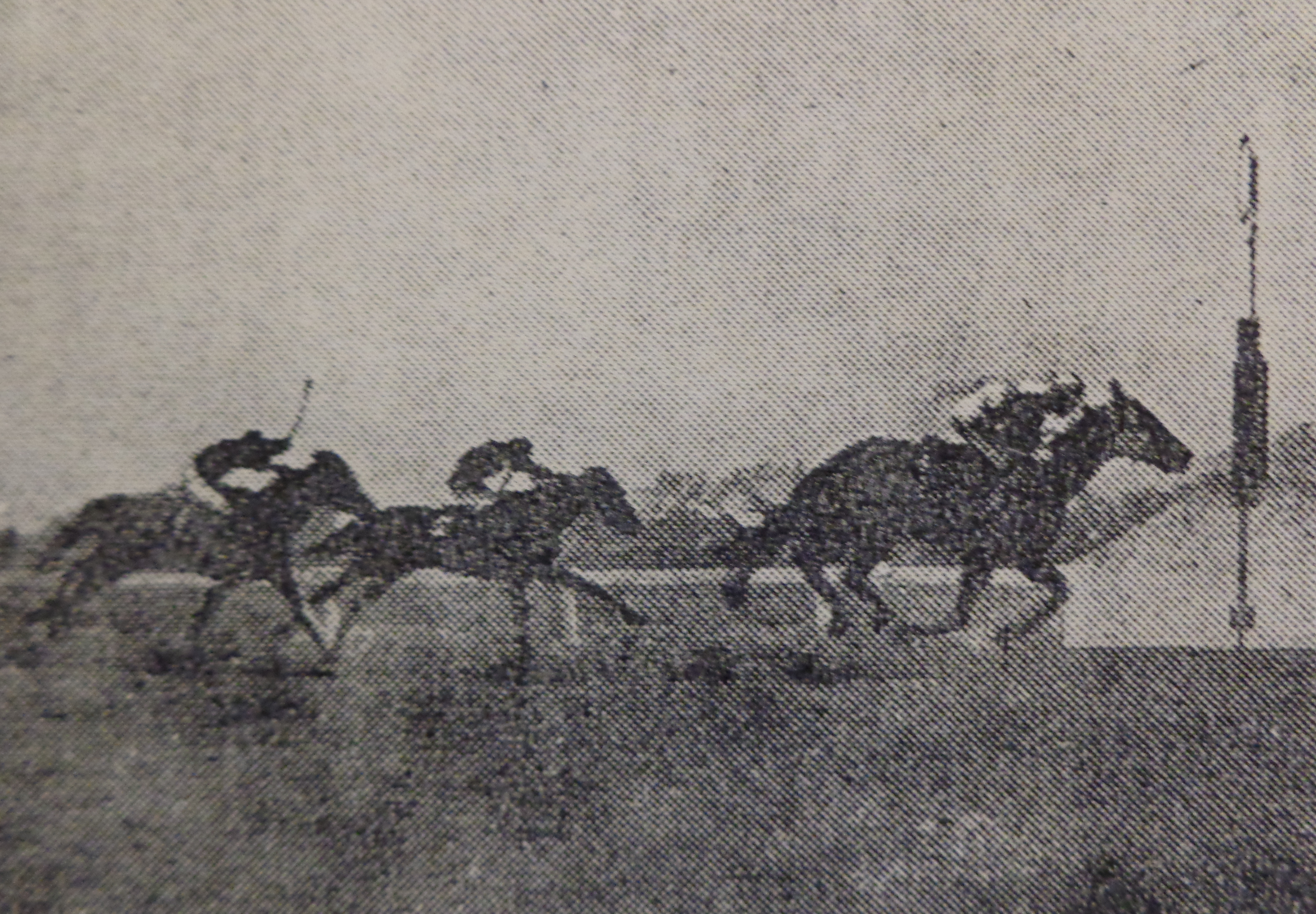
天皇賞（秋）のゴール前。2着ダイコロンブス、3着クリチカラ。

オパールオーキットは10月上旬の東京競馬場で国営デビューを果たし、初戦の1600メートル戦で勝利をあげた。これに続いて10月中旬の目黒記念（2500メートル）に挑むが最下位になり、翌週に中山競馬場で1800メートルの条件戦を勝ったあと、11月中旬の中山記念（2400メートル）では再び最下位になった。このように、条件戦を勝っても距離が伸びて一流馬が相手の重賞では2戦して2回とも最下位だったことで、オパールオーキットに対する評価は低いものになった。
中山記念で最下位になった翌週、東京競馬場で1800メートルの条件戦を勝つと、オパールオーキットはさらに翌週の天皇賞（秋）に駒を進めた。
1954年（昭和29年）の天皇賞（秋）は、外国産馬の出走が解禁されてから、初めて実際に外国産馬が出走する競走となった。出てきた外国産馬は、オパールオーキット、ニュージーランド産馬のロイヤルウッド、大井競馬からオパールオーキットと共に移籍してきたゲーリーの3頭である。
天皇賞（秋）で中心視されていたのは4歳牝馬のチェリオだった。チェリオは前年3歳の時に牡馬に混じって皐月賞や東京優駿（日本ダービー）で1番人気になった馬で、この天皇賞（秋）の直前には中山記念（2400メートル）で60キロを背負って優勝しており、天皇賞では56キロで出走できることから有力視されていた。
そのチェリオを10月の目黒記念で破っているのが、外国産馬の1頭ロイヤルウッドである。関西馬のロイヤルウッドは国営競馬がニュージーランドから輸入した馬で、前年（3歳時）には北海道や関西で6連勝をあげた。今年は4歳になって夏に鳴尾記念も勝っている。ただし、体調面には不安があり、天皇賞の直前にも腹痛で最下位になったり、調教を休んだりしていて、天皇賞直前の前哨戦である中山記念を回避して天皇賞に出てきた。
この2頭に次ぐのがツルギサンとダイコロンブスで、それぞれ前哨戦の目黒記念、中山記念の2着馬である。
オパールオーキットの僚馬、外国産馬のゲーリーは天皇賞の約1ヶ月前、10月末に短距離ハンデ（1100メートル）を勝っていて、長距離の実績がないが、かえって未知の魅力があるとして直前の日経新聞では「穴馬」として取り上げている。一方、オパールオーキットは朝日新聞、毎日新聞、日経新聞の3紙の直前の事前予想記事では一切触れられておらず、毎日新聞に至っては「出走する見込みのある11頭」の中にすらあげられていなかった。にもかかわらず、競走当日の馬券の売上では、最終的にオパールオーキットは4番人気に支持されている。
天皇賞当日は小雨の影響で、コースにはあちこちに水たまりができるほどの不良馬場となった。競走が始まると、オパールオーキットのペースメーカーで人気薄のゲーリーが逃げたが、道中半ばで失速し、3番人気のロイヤルウッドが代わって先頭にたった。しかし、これらを3番手でみていた1番人気のチェリオが先頭を奪い、そのまま第4コーナーを曲がって直線に入った。オパールオーキットは直線で後方から追い込み、残り200メートルで先頭に立つと、2着に2馬身半差をつけて優勝した。2着には6番人気のダイコロンブス、3着にはクリチカラが入った。チェリオは4着、2番人気のツルギサンは8着、3番人気ロイヤルウッドは7着、逃げたゲーリーは最下位だった。
この結果、1916年（大正5年）以来、38年ぶりに外国産馬が天皇賞（前身の帝室御賞典を含む）を勝った。優勝馬主の三坂成行は優勝盾と賞金150万円を獲得した。外国産馬が天皇賞を勝ったことで、様々な意見が出た。当時の朝日新聞は、不良馬場のためペースが遅かったことが幸いしたとし、「番狂わせ」「惑星」と評している。また、東京新聞の記者渡辺孝昌は「天皇賞を外国産馬が勝つことは問題である」という趣旨の文を『優駿』に寄稿した。一方、競馬ガイド社の中沢忠一は『優駿』で「天皇賞の外国馬への解放によって、今後外国の一流馬が日本へ遠征してくる嚆矢になるのではないか」と歓迎する記事を書いている。
なお、翌年1955年（昭和30年）の天皇賞（秋）では、外国産馬のファイナルスコアがハナ差の2着に入り、さらに次の年1956年には、オーストラリア産馬ミッドファームが天皇賞（秋）に勝っている。天皇賞は1971年から再び外国産馬の出走不可に転じ、2000年に解禁されるまで、外国産馬が出走することはなかった。

### 地方競馬へ転出後
オパールオーキットは天皇賞優勝後、1955年に南関東公営に戻った。春まで、南関東では8戦したが勝ち鞍がなく、引退した。なお、僚馬のゲーリーは1955年も中央競馬で走り、63キロや66キロを背負って勝利をあげている。

### 主な勝ち鞍
- 天皇賞（秋）
- 黄金賞（大井競馬場 ダート1800メートル）
- 開国記念（川崎競馬場 ダート2600メートル）
- 浦和記念（浦和競馬場 ダート2000メートル） - 1980年以降の年1回開催の浦和記念とは異なり、年に何度も開催されている。例えば、オパールオーキットは地方に戻った後の1955年（昭和30年）には、2月から4月まで、「浦和記念」に3回出走している[7]。
- ワード賞（3回）-※1956年以降に年1回開催となったワード賞とは異なる。オパールオーキットの時代の「ワード賞」は開催毎に行われる上級戦のような扱いで、例えばオパールオーキットが中央入りする前の1954年（昭和29年）には、オパールオーキットは1月から7月までのあいだに8回「ワード賞」に出走している[7]。

- 2着
  - 川崎記念（川崎競馬場）、浦和記念2回（浦和競馬場）、八王子記念（大井競馬場）

- 3着
  - 金の鞍（船橋競馬場）

## 繁殖時代後
引退したオパールオーキツトは、オパールオーキッドの名前で繁殖牝馬となった。産駒には1960年のダイオライト記念を制したオパールオー、平和賞を制した後中央入りし優駿牝馬（オークス）3着のサンセイミドリ等がいる。1990年代にはハギノピリカが小倉競馬場の1000メートル戦で当時の日本レコードタイム（56秒4）を樹立した。ハギノピリカの産駒を通じ、2000年代まで産駒は現存した。

### 主要な牝系子孫
※太字は特に特筆すべき戦績をあげたもの。
オパールオーキッド　1950年生　牝馬　AUS産
｜オパールオー 1956年生　牡馬　ダイオライト記念、ニューイヤーハンデ、全日本3歳優駿2着、東海桜花賞3着
｜サンセイミドリ　1958年生　牝馬　平和賞、全日本3歳優駿2着、クイーン賞2着、優駿牝馬（オークス）3着
｜｜ミスチョウシュウ　1966年生　牝馬
｜｜｜ハギノクイーン　1972年生　牝馬
｜｜｜｜ハギノスイセイ　1988年生　牡馬　京王杯オータムハンデ(G3)2着
｜｜｜｜ハギノピリカ　1989年生　牝馬　1000メートルの日本レコード樹立。
｜｜｜｜｜ハギノロマネスク　2000年生　牝馬
｜｜｜｜｜｜ヤシロホーク 2005年生　牡馬
｜｜｜ハギノオーカン 1974年生　牡馬　UHB杯、仁川S 種牡馬

## 血統
オパールオーキットは、父、母ともにオーストラリアで大成功をしている系統の出自で、当時の水準では極めて良い血統のサラブレッドだった。

### 血統表
| オパールオーキツト（繁殖名オパールオーキツド）の血統（ロックサンド系） | オパールオーキツト（繁殖名オパールオーキツド）の血統（ロックサンド系） | オパールオーキツト（繁殖名オパールオーキツド）の血統（ロックサンド系） | （血統表の出典）                        | （血統表の出典） |
| 父 MacArthur 1940 鹿毛 オーストラリア                                  | 父の父Marconigram 1925 青鹿毛または黒鹿毛 イギリス                     | Abbots Trace                                                           | Tracery                                 | Tracery          |
| 父 MacArthur 1940 鹿毛 オーストラリア                                  | 父の父Marconigram 1925 青鹿毛または黒鹿毛 イギリス                     | Abbots Trace                                                           | Abbots Anne                             |                  |
| 父 MacArthur 1940 鹿毛 オーストラリア                                  | 父の父Marconigram 1925 青鹿毛または黒鹿毛 イギリス                     | Marcia Blanche                                                         | Lemberg                                 | Lemberg          |
| 父 MacArthur 1940 鹿毛 オーストラリア                                  | 父の父Marconigram 1925 青鹿毛または黒鹿毛 イギリス                     | Marcia Blanche                                                         | Lindal                                  |                  |
| 父 MacArthur 1940 鹿毛 オーストラリア                                  | 父の母Modiste 1925 鹿毛 イギリス                                       | Franklin                                                               | Volta                                   | Volta            |
| 父 MacArthur 1940 鹿毛 オーストラリア                                  | 父の母Modiste 1925 鹿毛 イギリス                                       | Franklin                                                               | Cambric                                 |                  |
| 父 MacArthur 1940 鹿毛 オーストラリア                                  | 父の母Modiste 1925 鹿毛 イギリス                                       | Vogue                                                                  | Tracery                                 | Tracery          |
| 父 MacArthur 1940 鹿毛 オーストラリア                                  | 父の母Modiste 1925 鹿毛 イギリス                                       | Vogue                                                                  | Charmeuse                               |                  |
| 母 Bronze Orchid 1940 栗毛 オーストラリア                              | 母の父Hall Mark 1930 栗毛 オーストラリア                               | Heroic                                                                 | Valais                                  | Valais           |
| 母 Bronze Orchid 1940 栗毛 オーストラリア                              | 母の父Hall Mark 1930 栗毛 オーストラリア                               | Heroic                                                                 | Chersonese                              |                  |
| 母 Bronze Orchid 1940 栗毛 オーストラリア                              | 母の父Hall Mark 1930 栗毛 オーストラリア                               | Herowinkie                                                             | Cyklon                                  | Cyklon           |
| 母 Bronze Orchid 1940 栗毛 オーストラリア                              | 母の父Hall Mark 1930 栗毛 オーストラリア                               | Herowinkie                                                             | Deneb                                   |                  |
| 母 Bronze Orchid 1940 栗毛 オーストラリア                              | 母の母Gladioli 1926 青鹿毛または黒鹿毛 オーストラリア                  | Ethiopian                                                              | Dark Ronald                             | Dark Ronald      |
| 母 Bronze Orchid 1940 栗毛 オーストラリア                              | 母の母Gladioli 1926 青鹿毛または黒鹿毛 オーストラリア                  | Ethiopian                                                              | Zobeide                                 |                  |
| 母 Bronze Orchid 1940 栗毛 オーストラリア                              | 母の母Gladioli 1926 青鹿毛または黒鹿毛 オーストラリア                  | Earsome                                                                | Positano                                | Positano         |
| 母 Bronze Orchid 1940 栗毛 オーストラリア                              | 母の母Gladioli 1926 青鹿毛または黒鹿毛 オーストラリア                  | Earsome                                                                | Gladsome                                |                  |
| 母系(F-No.)                                                            | (FN:3-b)                                                               | (FN:3-b)                                                               | (FN:3-b)                                | [ § 2 ]          |
| 5代内の近親交配                                                        | Tracery4×4（父系）、St.Simon5×5（母系）                                | Tracery4×4（父系）、St.Simon5×5（母系）                                | Tracery4×4（父系）、St.Simon5×5（母系） | [ § 3 ]          |
| 出典                                                                   | 1. 2. 3.                                                               | 1. 2. 3.                                                               | 1. 2. 3.                                | 1. 2. 3.         |

### 父系
オパールオーキットの父馬マッカーサー（MacArthur）には、血統上の特徴としてトレイサリーの近親交配（4×4）が見られるとはいえ、競走成績・種牡馬成績には特筆すべき点はない。しかし、祖父マルコニグラム（Marconigram）はオーストラリアで大成功した種牡馬である。マーコニグラムはイギリス産のサラブレッドで、1928年にサセックスステークスに勝っている。
この父系はトレイサリーを経てロックサンドに遡る系統で、戦前には名繁殖牝馬のフリッパンシー（三冠馬セントライトの母）、スゲヌマ（日本ダービー優勝）などを出している系統である。ロックサンドはアメリカで大成功した種牡馬だが、トレイサリーはアメリカからイギリスへ逆輸出されてセントレジャー、エクリプスステークス、チャンピオンステークスに勝った。しかし、最高峰のアスコット金杯では、競走中に暴漢がコースに乱入して、先頭を走っていたトレイサリーの手綱を引っ張り、トレイサリーは転倒して競走中止になってしまった。トレイサリーは引退後、種牡馬としてイギリスとアルゼンチンを行ったり来たりして、両国で活躍馬を輩出した。
トレイサリーの子、アボッツトレース（Abbots Trace）は長距離戦のセントレジャーに勝った馬だが、その産駒は短距離に強かった。ジムクラックステークスに勝ったザブラックアボット（The Black Abbot）やサセックスステークス勝ちのマルコニグラム、グレートジュビリーステークス（1マイル＝約1608メートル）勝ちのアボッツスピード（Abbot's Speed）がその代表的な産駒である。
マルコニグラムはオーストラリアに輸出されて種牡馬として成功した。1935年のメルボルンカップ（3200メートル）に勝ったマラボー（Marabou)、1939年にAJCダービーとVRCダービーを制するなどして3歳チャンピオンとなったリーディング（Reading）を出している。その子の中には日本に輸入されて活躍したものもある。この系統でオパールオーキットと同時代に米サラ、豪サラとして活躍した主なものは、サンゲツ（朝日杯3歳ステークス）、ファイナルスコア（天皇賞2着）、サスケハナ（最優秀3歳牝馬）、キンコウ、フクノボルなどがいる。

#### 主要父系図
※馬名（原語）、生年、生産国（AUSはオーストラリア、FRAはフランス、GBはイギリス、JPNは日本、NZはニュージーランドの略） - 主要勝鞍（Sはステークス、Cはカップ、Hはハンデキャップの略）
※太字は特に主要な競走の優勝馬
※(牝)は牝馬
ロックサンド（Rock Sand）1900年生 GB産 - イギリス三冠馬
｜トレイサリー（Tracery）1912年生 GB産 - セントレジャー、エクリプスS、チャンピオンS
｜｜アボッツトレース（Abbots Trace）1917年生 GB産 - セントレジャー
｜｜｜ザブラックアボット（The Black Abbot）1926年生 GB産 - ジムクラックS
｜｜｜アボッツスピード（Abbot's Speed）1923年生 GB産 - グレートジュビリーS2回
｜｜｜マルコニグラム（Marconigram）1925年生 GB産 - サセックスS
｜｜｜｜マラボー（Marabou）1932年生 GB産 - メルボルンC
｜｜｜｜リーディング（Reading）1936年生 GB産 - AJCダービー、VRCダービー、AJCセントレジャー、VRCセントレジャー
｜｜｜｜｜ブルーリーディング（Blue Reading） 1947年生 USA産 - デルマーH、サンディエゴH
｜｜｜｜｜サンゲツ(牝) 1950年生 USA産 - 朝日盃3歳S
｜｜｜｜｜サスケハナ(牝) 1952年生 USA産 - 最優秀3歳牝馬 毎日王冠 -ミスマサコ(牝)（桜花賞）の母
｜｜｜｜｜キンコウ 1952年生 USA産
｜｜｜｜｜｜エゾコウザン(牝) 1958年生 JPN産 - クイーンS
｜｜｜｜｜｜クロユリ(牝) 1959年生 JPN産 - 阪神大障害
｜｜｜｜マッカーサー（MacArthur）1940年生 AUS産
｜｜｜｜｜オパールオーキット(牝) 1950年生 AUS産 - 天皇賞（秋）、浦和記念、ワード賞
｜｜オブリトレート（Obliterate）1921年生 GB産 - ノーザンバランドプレートH
｜｜｜クアシェド（Quashed）(牝)1932年生 GB産 - オークス、アスコット金杯
｜｜｜バロック（Balloch）1939年生 GB産 - オーストラリア・ニュージーランドのリーディングサイアー
｜｜｜｜トーロック（Tauloch）1945年生 NZ産 - グレートノーザンダービー、グレートノーザンセントレジャー
｜｜｜｜ダルレイ（Dalray）1945年生 NZ産 - 旧ニュージーランドダービー、グレートノーザンダービー
｜｜｜｜ファイナルスコア 1950年生 NZ産 - 京都記念2回、阪神記念、朝日チャレンジC、天皇賞2着
｜｜｜｜｜スズカリュウ 1958年生 JPN産 - 迎春賞、天皇賞5着
｜｜｜｜｜トップホース 1959年生 JPN産 - 報知グランプリC
｜｜｜｜｜アカネオーザ 1961年生 JPN産 - 中山記念2着、札幌記念2着、四歳中距離特別
｜｜｜｜フクノボル 1951年生 NZ産
｜｜パピルス（Papyrus）1920年生 GB産 - イギリスダービー
｜｜ザパンサー（The Panther） 1916年生 GB産 - 2000ギニー
｜｜トランスヴァアル（Transvaal）1921年生 FRA産 - パリ大賞典
｜｜フラムボイアント（Flamboyant）1918年生 GB産 - ドンカスターC
｜｜コピーライト（Copyright）1918年生 GB産 - ゴールドヴェース アルゼンチンの成功種牡馬

### 母系
オパールオーキットの母系はオーストラリアの優秀な系統で、当時の水準に照らして「相当な良血統」である。
母系は3号族と呼ばれる系統に属している。この分類はそもそもオーストラリアのブルース・ロウ（Bruce Lowe）が考案したもので、現存の競走馬の母系を先祖へ遡って分類し、優秀な順に番号を振ったものである。つまり3号族はサラブレッドの母系に着目した場合、3番目に優秀な系統ということになる。さらに3号族は優れた競走馬を出す「競走族」であると同時に優れた種牡馬を出す「種牡馬族」にも属している。
オパールオーキットから8代遡ったハリケーン（Hurricane)という牝馬は第6代ファルマス伯爵の持馬で、1862年の1000ギニーに優勝した。ファルマス伯爵は自らサラブレッドを生産しており、1874年にはハリケーンの子アトランティック（Atlantic）で2000ギニーを勝った。このアトランティックの全姉であるアトランティス（Atlantis）もファルマス伯爵が生産し、ファルマス伯爵の所有馬としていくつかのステークスに勝った。アトランティスはニュージーランドに繁殖牝馬として売却され、現地で子孫が繁栄することになった。
アトランティスの子孫はいくつかの系統に分かれたが、オパールオーキットが属するのはシビル（Sybil）の系統である。シビルの1歳上の全兄レオランティス（Leolantis）はオークランドのギニーズレースの勝馬である。シビルの子ミスグラディス（Miss Gladys）は3頭の活躍馬を出した。グラッドサム（Gladsome）はニュージーランドのARCダービーとCJCオークスなど27勝をあげた。このグラッドサムがオパールオーキットの4代前の母である。グラッドサムの1歳下の全弟グラッドストーン（Gladstone）もARCダービーに勝っている。さらに1歳下の半弟アポローグ（Apologue）はオーストラリアでメルボルンカップに勝った。シビルの系統以外でも、この系統からはオーストラリアやニュージーランドでたくさんの重賞勝馬を出している。
グラッドサムの孫グラディオリ（Gladioli）はオーストラリアで生産された牝馬で、グラディオリの子フーア（Hua）はVRCダービー、ヴィクトリア・セントレジャー、サイヤーズプロデュースステークスに勝った。このフーアの妹が、オパールオーキットの母ブロンズオーキッド（Bronze Orchid）である。

#### 主要母系図
※馬名（原語）、生年、性別、生産国（AUSはオーストラリア、GBはイギリス、JPNは日本、NZはニュージーランドの略。） - 主要勝鞍（Sはステークス、Cはカップ、Hはハンデキャップの略）
※太字は特に主要な競走の優勝馬
Hurricane 1859年生　牝馬　GB産 1000ギニー
｜Atlantic 1871年生　牡馬 GB産　2000ギニー
｜Atlantis 1867年生　牝馬　GB産
｜｜Leolantis 1887年生　牡馬　NZ　オークランドギニーズ
｜｜Sybil　1888年生　牝馬　NZ産
｜｜｜Miss Gladys 1894年生　牝馬　NZ産
｜｜｜｜Gladstone　1901年生　牡馬　NZ産　グレートノーザンダービー
｜｜｜｜Applogue　1902年生　牡馬　NZ産　メルボルンC
｜｜｜｜Gladsome　1900年生　牝馬　NZ産　グレートノーザンダービー CJCオークス
｜｜｜｜｜Earsome　1912年生　牝馬　AUS産
｜｜｜｜｜｜Gladioli　1926年生　牝馬　AUS産
｜｜｜｜｜｜｜Hua　1934年生　牡馬　AUS産　ヴィクトリアダービー
｜｜｜｜｜｜｜Bronze Orchid　1940年生　牝馬　AUS産
｜｜｜｜｜｜｜｜オパールオーキット　1950年生　牝馬　AUS産